# 在来品種
在来品種（ざいらいひんしゅ、英語: Landrace）とは、 近代的な育種法が普及する以前に各地域において栽培・育成されてきた栽培植物や家畜の品種である。地方品種ともいう。人工交配などによる改良品種や一代雑種との比較として用いられることが多い。
在来品種は、各地域の農業の歴史とともに自然選別あるいは農業従事者による人為選択を経て、その地域の環境や住民の嗜好に適応した品種として成立したものである。地域に自生する野生種・在来種から生まれたものもあれば、別地域から移入したものが長い年月を経て独自の品種として成立したものもある。

## 日本
在来品種の統一的な定義はないが、コシヒカリの祖先品種の一つである亀の尾（明治時代に品種が成立）がイネの在来品種と扱われており、地鶏の日本農林規格では軍鶏や名古屋コーチンなどの明治時代までに成立した品種を在来種と区分するなど、研究機関による科学的育種による改良品種が普及する以前に各地域で成立した植物や家畜の品種を指すことが多い。
改良品種と比較すると、在来品種は収穫・出荷までの栽培・飼養期間が長く、収量も劣り、1960年代以降に一代雑種による栽培品種も増えたことから、在来品種の栽培・飼養は減少傾向にある。一方で、その土地特有の病害虫に対する抵抗力が強いことから、2020年代以降も品種改良の親品種としての利用は続いている。また、京野菜や江戸東京野菜のように地域資源として扱われることもあり、地域の農業協同組合やこだわりの味協同組合のような地場産品を専門に取り扱う流通業者によって販売が続く在来品種もあるほか、酒米として再評価されて栽培農家が増えた亀の尾のような例もある。
農業・食品産業技術総合研究機構では、1985年頃から遺伝資源として在来品種の収集、栽培方法の調査を実施しており、2024年から在来品種データベースを公開している。